# Pseudocalotes khaonanensis
Pseudocalotes khaonanensis — вид ігуаноподібних ящірок родини агамових (Agamidae). Ендемік Таїланду.

## Поширення і екологія
Pseudocalotes khaonanensis мешкають в національному парку Кхао-Нан, розташованому у північній частині гірського хребта Накхонсітхаммарат на перешийку Кра. Вони живуть у вологих гірських тропічних лісах з великою кількістю епіфітів, на висоті 1300 м над рівнем моря.